# Accumer Ee

Accumer Ee zwischen Baltrum und Langeoog

Die Accumer Ee ist ein Seegatt in der Nordsee zwischen den ostfriesischen Inseln Baltrum und Langeoog.

## Lage, Geschichte und Ansteuerung

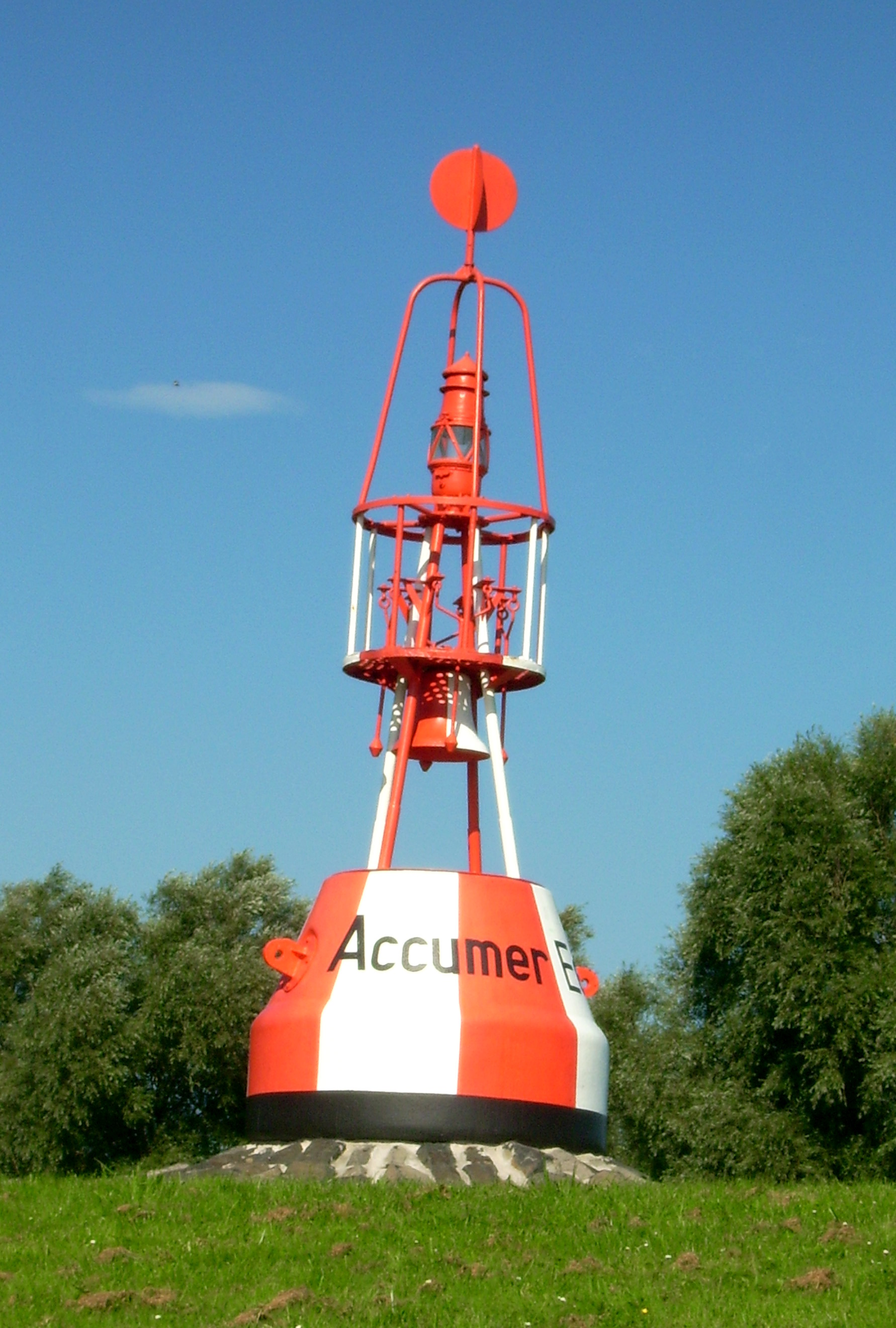
Nachbau der Leuchttonne am Mahlbusen Accumersiel

Die Ausläufer der Strömungsrinne verlaufen tief hinein ins Wattenmeer auf der Rückseite der Insel Langeoog und reichen bis an die Fahrrinnen nach Dornumersiel und Bensersiel. Schiffe mit dem Ziel der beiden Sielhäfen müssen das enge und nicht immer ungefährliche Seegatt passieren.
Historisch reichte die Accumer Ee bis weit hinein in die ehemalige Dornumer Bucht und wurde bis oberhalb von Dornum mit Seeschiffen befahren. Durch die Gezeitenströmungen bildeten sich ausgeprägte Mäanderbögen bis zwischen die beiden Geestinseln von Westeraccum und Dornum. Der Name Accumer Ee rührt von Westeraccum her, weil dies der erste Ort war, der über das Gewässer erreicht wurde.
Nach den Einpolderungen und dem Bau von Deichen wurde die historische Accumer Ee zum Accumer Tief bzw. Dormumersieler Tief, an deren Übergang zur Nordsee Westeraccumersiel und Dornumersiel gegründet wurden. Seit den 1960er Jahren liegen die beiden Sielorte nicht mehr direkt an der Nordsee, sondern am Mahlbusen des Siel- und Schöpfwerks Accumersiel.
Zur Ansteuerung und Markierung des Seewegs zum Hafen Accumersiel (Dornumersiel) liegt 12 Kilometer vor der Küste in der Mitte des Fahrwassers die Ansteuerungstonne Accumer Ee. Das Seezeichen wurde bereits 1583 erwähnt und besitzt bis zum heutigen Tag eine große historische Bedeutung für die Schifffahrt. Die rotweiß gestreifte Leuchttonne trägt über der Laterne einen roten Ball als Toppzeichen. Zusätzlich besitzt die Tonne ein Glockenschlagwerk, dessen Glockenschläge durch die Wellenbewegung erzeugt wird. Die genaue Position wird jährlich neu bestimmt, da sich durch Stürme und Strömungen das Fahrwasser ständig verändert. Seit 2005 liegt auf der Südseite des Mahlbusens am Jörn-Dams-Pad ein Nachbau der Leuchttonne Accumer Ee, die von der Aktionsgemeinschaft Dornumersiel initiiert und aufgestellt wurde.
Durch das Fahrwasser der Accumer Ee führen die Gaspipelines Europipe I und II, die Erdgas aus Norwegen zur Entspannungsstation nordwestlich von Dornum leiten.